# Hyla euphorbiacea
Hyla euphorbiacea és una espècie de granota endèmica de Mèxic.
Està amenaçada d'extinció per la pèrdua del seu hàbitat natural.